# Thiofanox
Thiofanox ist ein Wirkstoff zum Pflanzenschutz und eine chemische Verbindung aus der Gruppe der Carbamate.

## Gewinnung und Darstellung
Thiofanox kann ausgehend von Pinacolon (3,3-Dimethyl-2-butanon) hergestellt werden. Nach Bromierung reagieren Brompinacolon und Ethanthiol zu 3,3-Dimethyl-1-methylthio-2-butanon, das zuerst durch Reaktion mit Hydroxylamin zum Oxim umgesetzt wird. Dieses wird entweder mit Phosgen zum Chlorformiat verestert und anschließend mit Methylamin oder direkt mit Methylisocyanat umgesetzt.

## Eigenschaften
Thiofanox ist ein brennbarer Feststoff, der praktisch unlöslich in Wasser ist. Die Verbindung zersetzt sich beim Erhitzen vor Erreichen des Siedepunktes. Es ist stabil unter neutralen und sauren Bedingungen, hydrolysiert jedoch rasch unter alkalischen Bedingungen (pH-Wert > 10), wobei Thiofanox-sulfoxid und Thiofanox-sulfon entstehen.

## Verwendung
Thiofanox wird als Insektizid und Akarizid verwendet. Die Wirkung beruht auf der Hemmung von Cholinesterase-Enzymen.

## Zulassung
Thiofanox ist nicht auf der Liste der in der Europäischen Union zulässigen Pflanzenschutzmittel-Wirkstoffe enthalten.
In Deutschland, Österreich und der Schweiz sind keine Pflanzenschutzmittel mit diesem Wirkstoff zugelassen.